# Valerianella dentata
Valerianella dentata là một loài thực vật có hoa trong họ Kim ngân. Loài này được (L.) Pollich miêu tả khoa học đầu tiên năm 1776.

## Hình ảnh

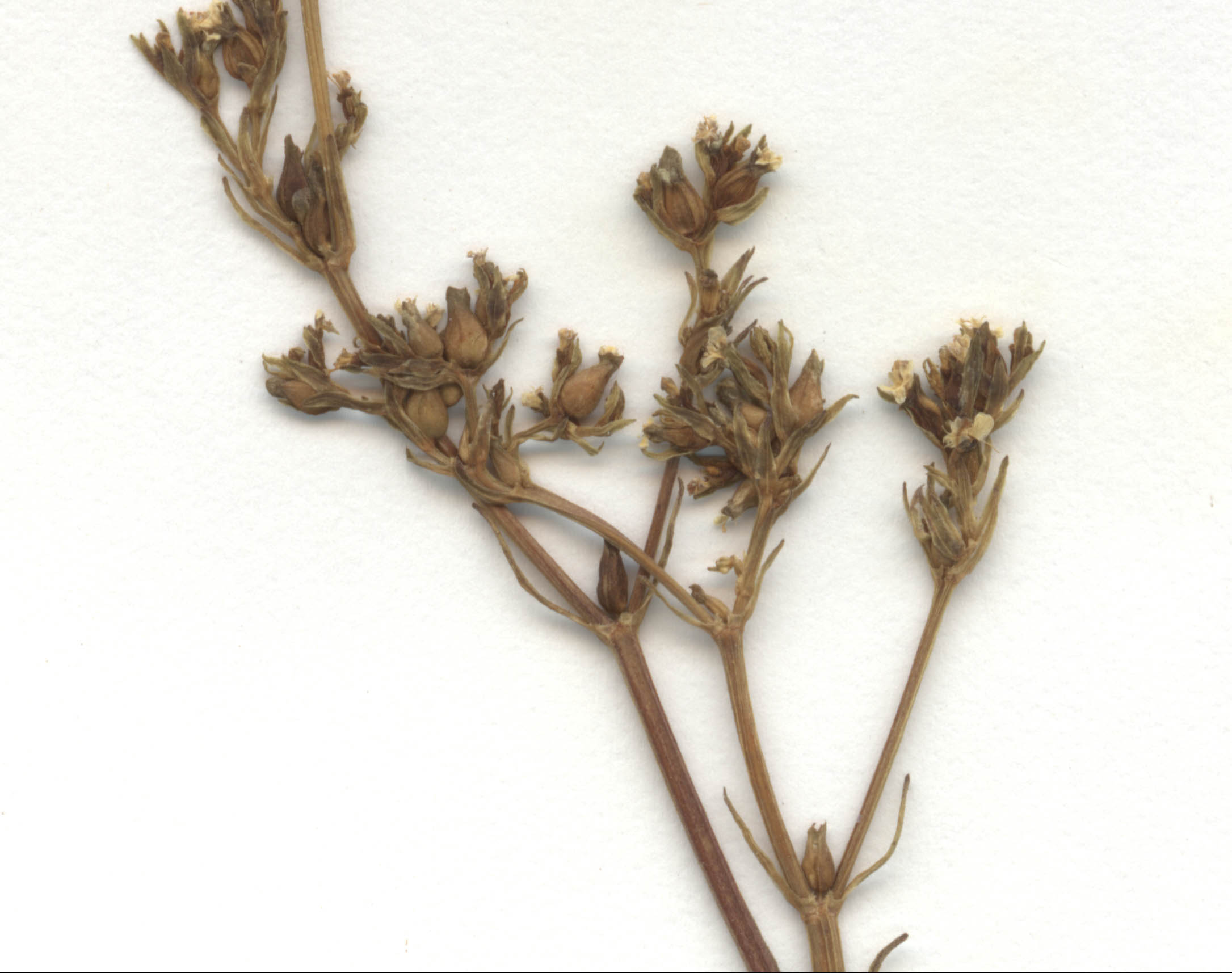
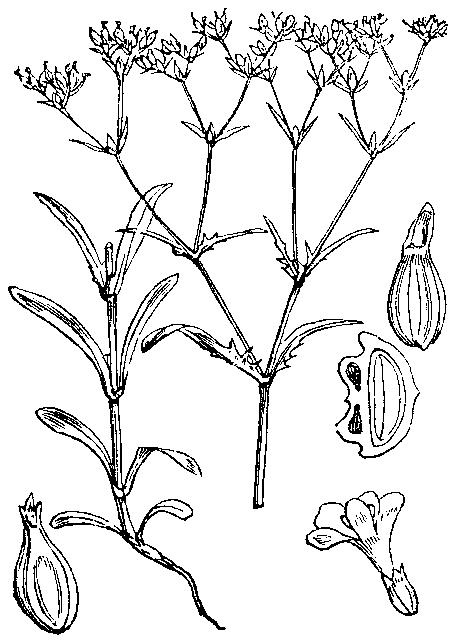
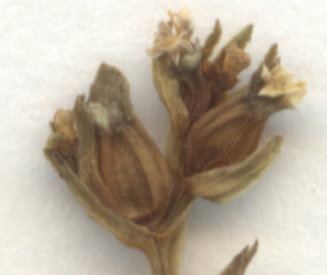
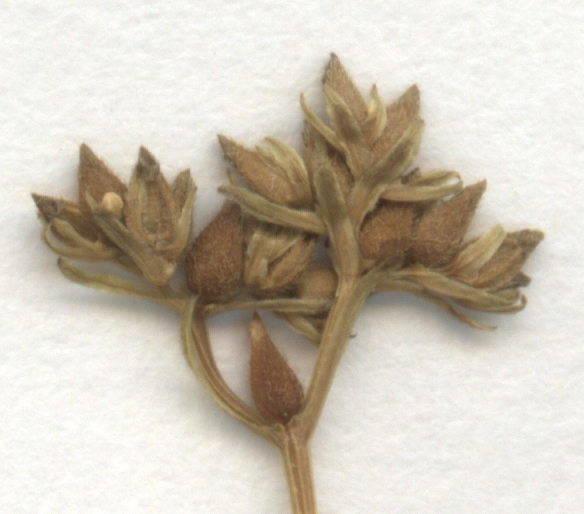